# Mitrula
Mitrula is een geslacht van schimmels uit de familie Cenangiaceae. De typesoort is Mitrula paludosa.

## Soorten
Volgens Index Fungorum telt het geslacht 16 soorten (peildatum februari 2023):
| Soortnaam                        | Auteur(s)             | Publicatiejaar |
| -------------------------------- | --------------------- | -------------- |
| Mitrula alba                     | W.G. Sm.              | 1873           |
| Mitrula antarctica               | Speg.                 | 1887           |
| Mitrula bermudiana               | Waterston             | 1945           |
| Mitrula borealis                 | Redhead               | 1977           |
| Mitrula brevispora               | Zheng Wang            | 2005           |
| Mitrula lunulatospora            | Redhead               | 1977           |
| Mitrula luteola                  | Ellis                 | 1883           |
| Mitrula microspora               | (Cooke & Peck) Massee | 1895           |
| Mitrula multiformis              | (Henning) Massee      | 1897           |
| Mitrula norvegica                | Rostr.                | 1904           |
| Mitrula omphalostoma             | Benedix               | 1962           |
| Mitrula paludosa (Beekmijtertje) | Fr.                   | 1816           |
| Mitrula pistillaris              | (Berk. & Cooke) Sacc. | 1889           |
| Mitrula roseola                  | Morgan                | 1895           |
| Mitrula serpentina               | (O.F. Müll.) Massee   | 1897           |
| Mitrula sphaerocephala           | Bres.                 | 1884           |